# Lac Townsley
Pour les articles homonymes, voir Townsley.
Le lac Townsley (en anglais : Townsley Lake) est un lac américain dans le comté de Mariposa, en Californie. Il est situé à 3 153 mètres d'altitude au sein de la Yosemite Wilderness, dans le parc national de Yosemite.